# Jadralno padalstvo
Jadralno padalstvo je športno letenje z jadralnimi padali. Poznamo ga kot rekreacijski in tekmovalni šport. Jadralno padalo je letalna naprava, s katero vzletimo s hriba, lahko pa nas dvignejo tudi z vrvjo, ki je priklopljena na vozilo. V krajih, kjer imajo veliko ravninskih delov, so izumili motorno jadralno padalstvo, pri katerem piloti vzletajo in letijo s pomočjo motorja. Jadralni pilot sedi v sedežu, ki je pritrjen na krilo z vrvicami.
Krilo jadralnega padala je sestavljeno iz celic, ki se polnijo z zrakom na sprednjem delu krila. Na sprednjem delu krila imajo odprtine, na zadnjem delu pa so zaprte, da zrak ostaja v krilu in mu drži obliko. Krilo ima tako obliko, da se na njemu lahko oblikuje vzgon, ki povroči, da jadralno padalo leti in ne samo pada.
Pilot visi pod krilom na vrvicah, ki so pritrjene na spodnjem delu krila. Vrvice so pritrjene po vsej površini krila, saj so velik dejavnik pri njegovi obliki. Spodaj so spete v dve točki levega in desnega dela krila posebej. Pilot na jadralnem padalu visi na trakovih (približno 70 cm dolžine), na vrhu katerih so pritrjene vrvice, ki potujejo naprej do krila na jadralnem padalu. 
Smer letenja pilot upravlja z rokami, v katerih drži dve komandni vrvici, ki sta pritrjeni na zadnji rob krila. Pri vlečenju komandnih vrvic se zaviha zadnji rob krila, zato se vzgon se na tem delu poveča, hitrost zmanjša in krilo se obrne v želeno smer.
Vsak jadralni pilot naj bi praviloma imel tudi rezervno padalo, ki je pritrjeno na sedež, v kateremu sedi. Na tem sedežu ima pilot še tako imenovani speed system (vrvice za spreminjanje vpadnega kota krila), s katerim uravnava hitrost letenja.
Površina jadralnega padala se giblje od 24 do 30 kvadratnih metrov in se spreminja tudi glede na težo pilota. Drsni kot sodobnih jadralnih padal je povprečno okrog 1:8 (v osmih preletenih metrih izgubi 1 m višine). Razpon hitrosti pa je od 22 km/h do 60 km/h in več.
Sodobna jadralna padala so izdelana iz zelo kakovostnih nepropustnih in lahkih materialov, kot so Porcher Marine & Gelvenor, z dyneema, superaram ali kevlarskimi vrvicami. 
Vsa oprema je shranjena v velikem nahrbtniku.
Tandemska jadralna padala so precej večja kot samostojna, vendar so po strukturi popolnoma enaka.